# Casar de Cáceres
Casar de Cáceres ist eine südwestspanische Stadt und eine Gemeinde (municipio) mit 4.477 Einwohnern (Stand: 2024) in der Provinz Cáceres in der Autonomen Region Extremadura. Der Ort liegt an der antiken Handels- und Militärstraße der Via de la Plata, die im Mittelalter als Pilgerweg nach Santiago de Compostela diente.

## Lage und Klima
Die Kleinstadt Casar de Cáceres liegt ca. 12 km nördlich der Provinzhauptstadt Cáceres in einer Höhe von ca. 365 m. Das Klima im Winter ist mild, im Sommer dagegen warm bis heiß; Regen (ca. 530 mm/Jahr) fällt überwiegend im Winterhalbjahr.

## Bevölkerungsentwicklung
| Jahr      | 1857 | 1900 | 1950 | 2000 | 2017 | 2022  |
| Einwohner | 4510 | 4291 | 4942 | 4716 | 4516 | 4.481 |

Trotz der Mechanisierung der Landwirtschaft und der Aufgabe von bäuerlichen Kleinbetrieben in der zweiten Hälfte des 20. Jahrhunderts ist die Einwohnerzahl der Gemeinde annähernd konstant geblieben.

## Wirtschaft
Das Umland von Casar de Cáceres ist in hohem Maße landwirtschaftlich geprägt, wobei die Viehzucht traditionell eine wichtige Rolle spielte; der Ort bot die notwendigen regionalen Dienstleistungen in den Bereichen Handwerk und Handel.

## Geschichte
Auf dem Gemeindegebiet wurde eine bronzezeitliche Festungsanlage (castro) entdeckt. Darüber hinaus wurden mehrere anthropomorphe Felsgräber und eine keltiberische Grabstele gefunden. Aus der Römerzeit stammen Reste einer Militärstraße und dazugehörige Meilensteine (miliarios); der Nachweis der Existenz einer Siedlung konnte jedoch bislang nicht erbracht werden. Im 6. Jahrhundert kamen die Westgoten und im 8. Jahrhundert eroberten die Mauren das Gebiet; sie nannten den Ort Al-Balata. Archäologische Spuren der beiden Kulturen sind jedoch kaum bekannt. Im 12. Jahrhundert wurde die Region wieder christlich (reconquista), doch zur Sicherung der Herrschaft übergab man den Ort Casar dem militärisch aktiven Santiagoorden. Es begann eine Zeit der Neu- und Wiederbesiedlung (repoblación) und schon bald hatte der Ort 900 Einwohner. Im Jahr 1291 erhielt der zur Tierra de Cáceres gehörende Ort ein königliches Privileg, in welchem ihm eine gewisse Eigenständigkeit zugestanden wurde; dieses wurde später von Karl V. bestätigt. Obwohl im 16. Jahrhundert eine Zeit der Auswanderung in die Neue Welt begann, wuchs der Ort langsam weiter.

## Sehenswürdigkeiten

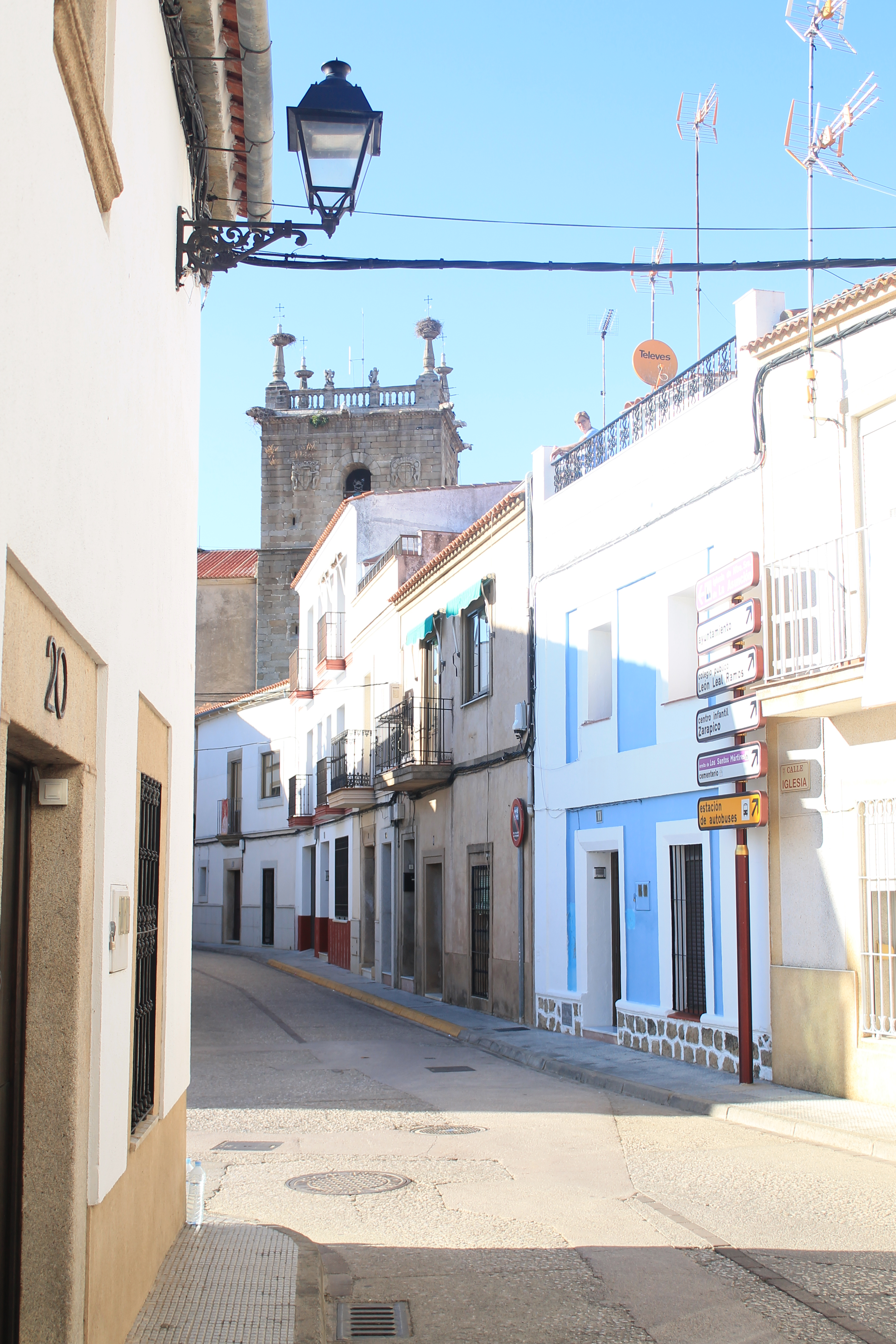
Ortsbild mit Kirchturm

- Die in der Zeit vom ausgehenden 15. bis zum 17. Jahrhundert erbaute einschiffige Iglesia de Nuestra Señora de la Asunción ist der Himmelfahrt Mariens geweiht. Die architektonisch zweigeteilte Kirche umfasst ein Langhaus aus dem 13. Jahrhundert und einen deutlich höheren Chor des 16. Jahrhunderts. Das imposante Altarretabel in der von einem Rippengewölbe überspannten Apsis entstand zu Beginn des 17. Jahrhunderts.[5]
- Mehrere Kapellen (ermitas) bereichern das Ortsbild.[6]
- Der mit einem steinernen Wappenschild geschmückte Getreidespeicher (posito) diente der Lagerung von Getreide und anderen haltbaren Lebensmitteln.[7]
- Das Museo del Queso widmet sich der Herstellung der Käsespezialität Torta del Casar, die hier ihren Ursprung hat.
- Eine Ausstellung in der Casa de los Pinotes erinnert an die Tradition der Transhumanz in der Region.[8]
- Die Stierkampfarena (plaza de toros), ein Betonbau aus dem Jahr 2009, ist namentlich getarnt als Centro de Ocio y Cultura.[9]
- Ein architektonisches Kuriosum ist der im Jahr 2004 eingeweihte Busbahnhof mit seinen geschwungenen Betonformen.[10]

Umgebung
- An einem Platz mit Namen Lomo de Plata werden neun römische Meilensteine gelagert.[11]